# Delia Opekokew
 (avril 2024).
Delia Opekokew, membre de la Première Nation de Canoe Lake, est une avocate canadienne. Elle a été admise au Barreau de la province de l'Ontario en 1979 et au Barreau de la province de la Saskatchewan en 1983. Elle a été la première Autochtone à être admise à ces ordres professionnels. Elle a été conseillère auprès de la Fédération des nations indiennes de la Saskatchewan de 1980 à 1985. Pour son travail indépendant entre 1990 et 1998, elle a été nommée l'une des trois commissaires chargés d'enquêter sur la mort de Leo LaChance. Elle est principalement connue pour son rôle dans le litige foncier de la Première Nation de Canoe Lake concernant les terres du Traité numéro 10 (en) occupées par la zone de tir aérien de Primrose Lake. Opekokew a aussi participé au procès concernant la mort d'Anthony O'Brien "Dudley" George en Ontario. Elle a reçu un doctorat honoris causa.